# Marvel Rea
Marvel Rea, nata Marvel Luciel Rea, (Ainsworth, 9 novembre 1901 – Los Angeles, 17 giugno 1937), è stata un'attrice statunitense, conosciuta per aver affiancato spesso Ford Sterling nei suoi film muti.
Morì a soli 36 anni.

## Biografia
Nata nel Nebraska, Marvel Rea si trasferisce in California insieme alla famiglia nel 1910. Nel 1918, entra a far parte delle Bathing Beauties di Mack Sennett. Anche suo fratello Thomas Rea inizia più tardi la carriera di attore.

## Filmografia
- Her Nature Dance, regia di William Campbell (1917)
- Dangers of a Bride, regia di Clarence G. Badger, Ferris Hartman, Robert P. Kerr, Bobby Vernon
- A Clever Dummy, regia di Ferris Hartman, Robert P. Kerr, Herman C. Raymaker, Mack Sennett (1917)
- Whose Baby?, regia di Clarence G. Badger (1917)
- A Bedroom Blunder, regia di Edward F. Cline, Hampton Del Ruth (1917)
- Roping Her Romeo, regia di Hampton Del Ruth, Fred Hibbard (1917)
- The Pullman Bride, regia di Clarence G. Badger (1917)
- Are Waitresses Safe?, regia di Hampton Del Ruth, Victor Heerman (1917)
- That Night, regia di Edward F. Cline, Hampton Del Ruth  (1917)
- Taming Target Center di William Campbell, Hampton Del Ruth (1917)
- Watch Your Neighbor, regia di Hampton Del Ruth, Victor Heerman (1918)
- It Pays to Exercise, regia di Hampton Del Ruth, F. Richard Jones (1918)
- Those Athletic Girls, regia di Hampton Del Ruth, Edward F. Cline (1918)
- Friend Husband, regia di Walter Wright (1918)
- His Smothered Love, regia di Hampton Del Ruth, Edward F. Cline (1918)
- Her Screen Idol, regia di Edward F. Cline (1918)
- The Summer Girls, regia di Edward F. Cline (1918)
- East Lynne with Variations, regia di Edward F. Cline (1919)
- Yankee Doodle in Berlin, regia di F. Richard Jones (1919)
- Why Beaches Are Popular, regia di F. Richard Jones (1919)
- When Love Is Blind, regia di Edward F. Cline (1919)
- Hungry Lions and Tender Hearts, regia di Roy Del Ruth, Malcolm St. Clair (1920)
- The Heart Snatcher, regia di Roy Del Ruth (1920)
- A Lightweight Lover, regia di Roy Del Ruth (1920)
- Gee Whiz, regia di F. Richard Jones (1920)
- A Fresh Start, regia di Jack White (1920)
- Duck Inn, regia di Jack White (1920)
- Nonsense, regia di Jack White (1920)
- The Simp, regia di Owen Davis, Arthur Somers Roche (1920)
- For Land's Sake, regia di Jack White (1921)